# الإيدز والعدوى بفيروسه في السعودية

شعار الجمعية السعودية الخيرية لمرضى الإيدز

سُجلت 10,217 حالة إصابة جديدة بفيروس الإيدز في المملكة العربية السعودية في الفترة بين عامي 2000 و2009، وقد حدثت معظم هذه الإصابات -حوالي 7,261 حالة- في المغتربين من غير السعوديين ، كما أن ثلثي الإصابات في الرجال (نسبة المصابين من الرجال إلى المصابات من النساء 1:4.4 في السعوديين و 1:1.6 في غير السعوديين)، ومعظم الإصابات في السعوديين حدثت فيمن أعمارهم بين 15 و49 سنة (80%)، تتلوهم الإصابات فيمن تجاوزوا الخمسين سنة (16%)، ومن ثم الأطفال (4%) ، ومعظمها كانت بالنوع الأول من فيروس نقص المناعة المكتسب، ولكن سُجلت 5 حالات إصابة بالنوع الثاني في عائلتين سعوديتين (زوج وزوجته، وزوج وزوجته وابنتهم).
ومع ذلك فإن معدل الإصابة بفيروس الإيدز في المملكة العربية السعودية يبلغ إصابتين لكل 10000 شخص، وهي بذلك تُعد أقل الدول العربية تأثراً بالإيدز وفيروسه، كما أن عدد الحالات الجديدة شهد تراجعاً في الفترة بين عامي 2010 و2012 ، ولكنه عاد للارتفاع في عام 2013 ليبلغ 1777 حالة جديدة منها 542 حالة سعودية، وهذا العدد أعلى بنسبة 26% من عدد الحالات الجديدة المكتشفة بين السعوديين في عام 2012 (431 حالة) ، وتجدر الإشارة هنا إلى أن 94% منهم انتقل إليهم الفيروس عن الطريق الاتصال الجنسي بشخص مصاب، و 3% عن طريق تعاطي المخدرات بالحقن الملوثة، و 2% بالطريق من الأم المصابة إلى جنينها ، كما يذُكر أن 80% من النساء السعوديات المصابات بفيروس الإيدز انتقل لهن الفيروس من أزواجهن، ومعظم هؤلاء لم يكتشفن إصابتهن إلا بعد إنجابهن للعديد من الأطفال.
تتوزع الإصابات بفيروس نقص المناعة المكتسب في غير السعوديين على الأفارقة من دول جنوب الصحراء الكبرى (53% خاصةً من دولتي إثيوبيا ونيجيريا) وعلى المغتربين من دول جنوب آسيا (22% خاصة من الهند وبنغلاديش) واليمن (15%) وباقي الدول الأخرى (10%)، أما بالنسبة للسعوديين فالإصابات تتوزع على جدة (47%) والعاصمة السعودية الرياض (9%) والمنطقة الشرقية (6.8% شاملة مدن المنطقة الشرقية كالدمام والظهران والخبر) والمدن الأخرى بنسب متفاوتة.

## جهود وزارة الصحة السعودية
تُفعل وزارة الصحة السعودية باستمرار حدث اليوم العالمي للإيدز والذي يصادف الأول من ديسمبر من كل عام ويهدف إلى حث الناس في جميع أنحاء العالم على تنمية الوعي بمرض الإيدز والعدوى بفيروسه، وتستهدف الوزارة في تفعيلها للأيام العالمية للإيدز كافة فئات المجتمع السعودي مع التركيز على المرضى المصابين بالمرض والحاملين للفيروس والعاملين في القطاع الصحي وصناع القرار فيه والجمعيات والمنظمات الخيرية، وعادة ما تحمل الأيام العالمية للإيدز شعارات خاصة بكل عام، ومن ذلك لنصل إلى الصفر مع الإيدز! لا تمييز، لا إصابات، لا وفيات في عام 2012 وعلاج فيروس الإيدز يؤتي ثماره.. عالج أكثر.. عالج أفضل في عام 2013 وعلاج مدى الحياة ووقاية مدى الحياة في عام 2014.

## وصلات خارجية
- مجموعة من المقاطع التوعوية المصورة حول مرض الإيدز (البوابة الإلكترونية لوزارة الصحة السعودية)

## اقرأ أيضًا
- فصل التوائم الملتصقة في السعودية
- الملاريا في السعودية